# 441号美国国道

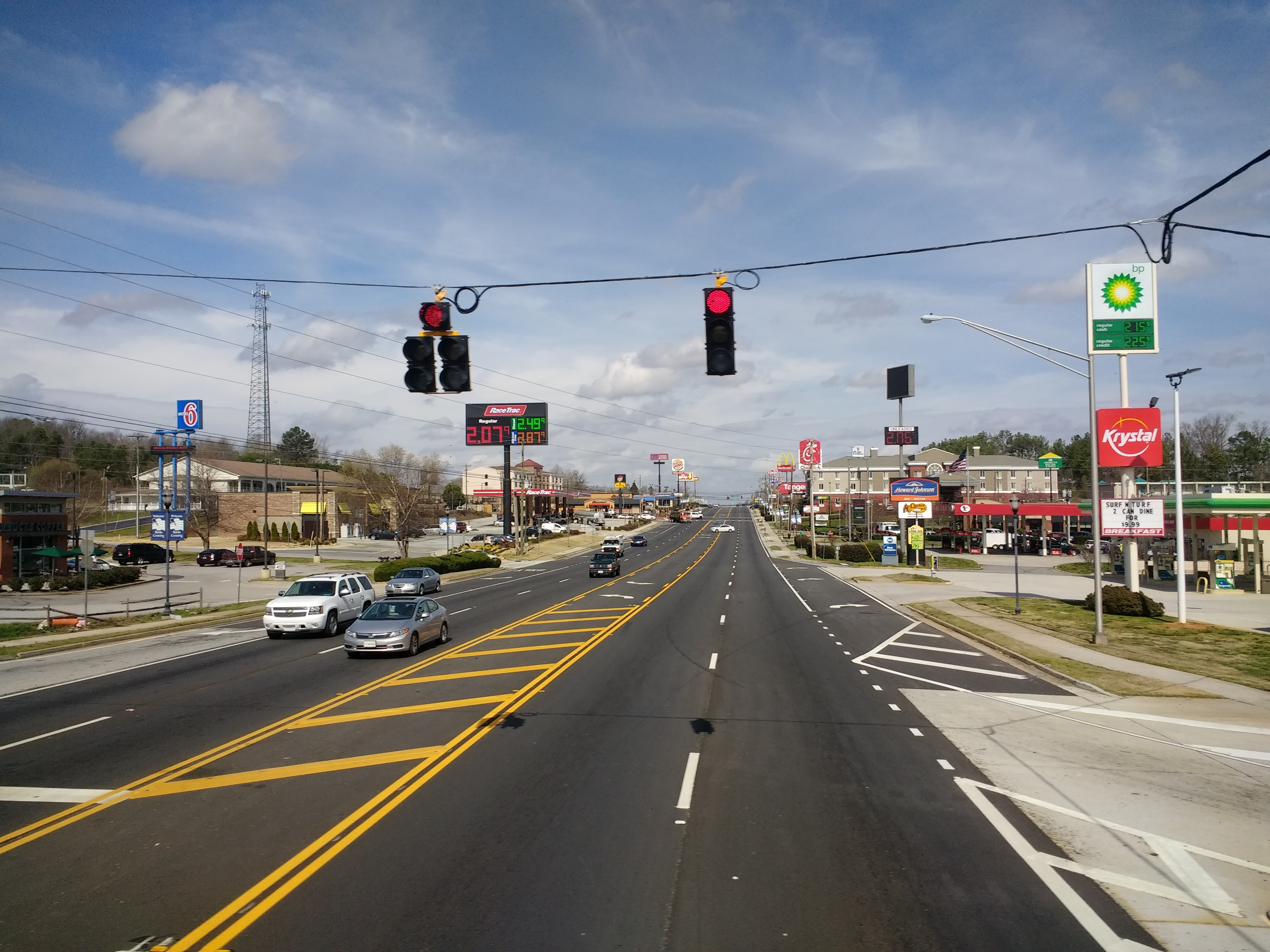

441号美国国道（英語：U.S. Route 441）是41号美国国道的一条辅助线，全长1511公里。途径的城市有奥兰多、奥卡拉、蓋恩斯維爾、雅典和諾克斯維爾。